# Liste der Biografien/Belv
Liste der Biografien |
Portal Biografien |
Personensuche
# |
A |
B |
C |
D |
E |
F |
G |
H |
I |
J |
K |
L |
M |
N |
O |
P |
Q |
R |
S |
T |
U |
V |
W |
X |
Y |
Z |
?
 
Ba |
Be |
Bd |
Bg |
Bh |
Bi |
Bj |
Bl |
Bm |
Bn |
Bo |
Br |
Bs |
Bu |
Bw |
By |
Bz
 
Bea–Beb |
Bec |
Bed |
Bee |
Bef |
Beg |
Beh |
Bei |
Bej |
Bek |
Bel |
Bem |
Ben |
Beo |
Bep |
Beq |
Ber |
Bes |
Bet |
Beu |
Bev |
Bew |
Bex |
Bey |
Bez
 
Bela |
Belb |
Belc |
Beld |
Bele |
Belf |
Belg |
Belh |
Beli |
Belj |
Belk |
Bell |
Belm |
Beln |
Belo |
Belp |
Belq |
Belr |
Bels |
Belt |
Belu |
Belv |
Belw |
Bely |
Belz
Die Liste der Biografien führt alle Personen auf, die in der deutschsprachigen Wikipedia einen Artikel haben. Dieses ist eine Teilliste mit 8 Einträgen von Personen, deren Namen mit den Buchstaben „Belv“ beginnt.

## Belv

### Belva
- Belvaux, Lucas (* 1961), belgischer Schauspieler und FilmregisseurLucas Belvaux (* 1961)

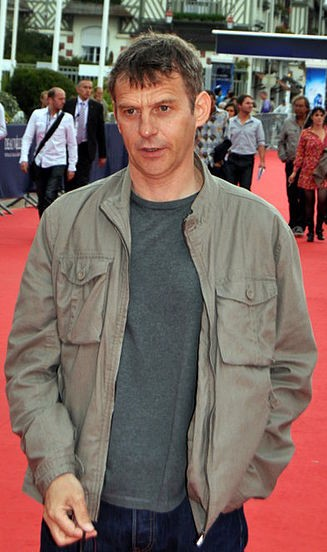
Lucas Belvaux (* 1961)

- Belvaux, Rémy (1966–2006), belgischer Schauspieler, Filmregisseur und Drehbuchautor

### Belve
- Belvedere, Andrea (1652–1732), italienischer Maler und Theaterleiter
- Belvedere, Vittoria (* 1972), italienische Filmschauspielerin und Fotomodel

### Belvi
- Belville, Ruth (1854–1943), britische Unternehmerin, „Greenwich Time Lady“
- Belvin, Jesse (1932–1960), amerikanischer Rhythm-and-Blues-Musiker
- Belvino do Nascimento, José (1932–2019), brasilianischer Geistlicher, römisch-katholischer Bischof von Divinópolis
- Belvit, Erica (* 1998), jamaikanisch-US-amerikanische Leichtathletin